# Semyon Budyonnyy
Die Semyon Budyonnyy (russisch Семён Будённый, dt. Semjon Budjonny) ist ein Flusskreuzfahrtschiff, das im Jahre 1981 in der Tschechoslowakei in der Werft Narodny Podnik Škoda in Komárno (heute Slovenské Lodenice Komárno) mit der Baunummer 2008 für die Wolga-Reederei (Волжское объединённое речное пароходство) in Gorki gebaut wurde.

## Geschichte des Schiffes
Das Flusskreuzfahrtschiff mit vier Passagierdecks gehört zur Valerian-Kuybyshev-Klasse (Projekt 92-016) oder „OL400“ (slowakisch: osobna lod 400 – deutsch: für 400 Passagiere), eine 1976 bis 1983 hergestellte Baureihe von 9 Schiffen des Typs „Valerian Kuybyshev“, die die größten Flusskreuzfahrtschiffe in der UdSSR waren. Die Werft Narodny Podnik Škoda in Komárno war damals Bestandteil des Škoda-Konzerns. Das Schiff wurde nach dem Marschall der Sowjetunion, Organisator in der Roten Armee und Heerführer, Semjon Budjonny benannt. Die Semyon Budyonnyy verfügt über einen dieselelektrischen Antrieb mit drei Hauptmotoren je 736 kW.

## Einsatz
Die Semyon Budyonnyy wird von Volga-Flot-Tur auf Wolga, Kama, Newa, Ladogasee und Wolga-Ostsee-Kanal betrieben. Für 2012 waren die Kreuzfahrten für die russischen Touristen überwiegend von Samara und Togliatti aus geplant. Kapitän (Stand 2021) ist Gromow Alexander Alexandrowitsch (Громов Александр Александрович).

## Ausstattung
Alle komfortablen 1-, 2-, 3-Bett-Kabinen und aus zwei Räumen bzw. zwei Zimmern bestehenden DeLux-Kabinen der Lux-Eurostandard-Klasse sind ausgestattet mit Klimaanlage, Dusche und WC, Radio, 220-V-Anschluss und haben große Fenster.
An Bord befinden sich u. a. zwei Restaurants, zwei Bars, ein Lesesaal, ein Konferenzsaal, Musiksalon, Solarium.